# ガトリング ポーカー
ガトリング　ポーカーは、2008年にセガから発売されたシングルメダルゲーム。クラブ　マジェスティの6機種のうちの1つである。

## 基本ルール
通常は1組52枚のデッキ、ボーナスゲーム中はジョーカー1枚を加えた53枚のデッキを使用する。役が成立しているかに関わらず、クレジットを払って「スライド」をすると次のカードが流れてきて、その5枚で役が揃っているかの判定が行われる。スライドをしたくない場合は途中で「ブレイク」をして降りることもできる。ジョーカーが出現するか2ペア以上の役が揃うと配当を得られ、ダブルアップゲームに挑戦できる。途中、画面内の5枚のカードで同じ色の絵札(J、Q、K)が3枚以上または絵札が4枚以上出現するとボーナス抽選が行われる(後述)。最高配当は10万枚。

## ダブルアップゲーム
ダブルアップゲームは、プレイヤーは52枚デッキ、ディーラーは3を除く48枚デッキを使用する。プレイヤーは5枚のカードのうち1枚を選び、そのカードがディーラーより強ければ配当が2倍となる。また、勝敗に関わらずプレイヤーの5枚のカードでJのスリーカード以上が成立すれば、スペシャルボーナスを獲得できる。(最高10万枚)

## ボーナスゲーム
次の組み合わせが出現したときに、ガトリングボーナス(赤)の弾丸とフリースピンボーナス(青)の弾丸が装填される。あたりを引くとボーナスに突入し、はずれを引くまでボーナス抽選は続く。　
- 装填される弾丸の数

同色絵札5枚…赤3、青3
混合絵札5枚…赤2、青3
同色絵札4枚…赤2、青2
混合絵札4枚…赤1、青2
同色絵札3枚…赤1、青1

### ガトリングボーナス
ジョーカー1枚を含む53枚のデッキを使用する。途中、ジョーカーが出現して画面の左に消えるまで自動でカードがスライドしていく。ジョーカーが出現せずに一定枚数のカードが出現するとボーナス配当を得られる。

### フリースピンボーナス
ジョーカー1枚を含む53枚のデッキを使用する。途中、ジョーカーが出現すると、1倍~3倍の倍率抽選が行われる。4回スライド×3セット行われる。